# Arthur Chesters
Arthur Chesters (14 tháng 2 năm 1910 – 23 tháng 3 năm 1963) là một cầu thủ bóng đá người Anh. Ông thường thi đấu ở vị trí ở vị trí thủ môn. Ông sinh ra ở Salford, Lancashire, thi đấu cho Exeter City và Manchester United.